# Gustave Roud
Gustave Roud (* 20. April 1897 in Saint-Légier, oberhalb von Vevey; † 10. November 1976 im Krankenhaus von Moudon) war ein Schweizer Schriftsteller, Übersetzer und Photograph französischer Sprache.

## Leben
Gustave Roud zog 1908 mit seinen Eltern nach Carrouge im Haut Jorat im waadtländischen Oberland, auf einen Bauernhof, den die Familie vom Grossvater mütterlicherseits geerbt hatte. Dort verbrachte er sein ganzes Leben bis zu seinem Tod, und zwar mit seiner Schwester Madeleine, die vier Jahre älter war als er.
Gustave Rouds Mathematiklehrer am Gymnasium war der Dirigent Ernest Ansermet, sein Französischlehrer der Schriftsteller Edmond Gilliard. Anschliessend studierte Roud an der Universität Lausanne klassische Philologie und schloss das Studium mit dem Lizentiat ab. Da er vom Schreiben lebte, übersetzte er die Gedichte von Hölderlin, Novalis und Rilke. Er war Mitarbeiter der Cahiers vaudois und der Revue Romande und nahm auch aktiv an der Zeitung Aujourd'hui (1929–1931) teil sowie an der Büchergilde, die 1936 gegründet wurde. 1944 gehörte er zu den Gründern des Schriftstellervereins Association vaudoise des écrivains.
Da er zurückgezogen auf dem elterlichen Bauernhof in Carrouge lebte, schien die Lyrik, von der er mehrere Bände publizierte, seine einzige Leidenschaft zu sein, auch wenn der Dichter offensichtlich ein grosses Talent fürs Fotografieren und Übersetzen hatte, Tätigkeiten, die er allerdings nur sporadisch ausübte. Gustave Roud pflegte viele Freundschaften mit Künstlern, Dichtern und Schriftstellern: Charles Ferdinand Ramuz, Ernest Ansermet, René Auberjonois. Gustave Roud übte auch einen starken Einfluss auf zahlreiche zeitgenössische Dichter aus: Georges Borgeaud, Maurice Chappaz, Anne Perrier, Philippe Jaccottet oder Jacques Chessex.
Gustave Roud gilt als einer der grössten Dichter der französischen Schweiz. Er versucht in seiner Lyrik, die ganz einem äusseren Thema – den Landschaften des Haut-Jorat – verpflichtet ist, darin ein Anderswo, ein verlorenes Paradies zu erahnen.
Nach dem Tod des Dichters wurde ein Verein der Freunde von Gustave Roud gegründet, der seit 1982 die Cahiers Gustave Roud herausgibt, in denen zahlreiche unveröffentlichte Texte publiziert wurden. 2002 wurde Roud auch in Paris wiederentdeckt: So kamen mehrere seiner Werke in der prestigeträchtigen Taschenbuchreihe Poésie/Gallimard heraus, derselbe Verlag publizierte seinen Briefwechsel mit Philippe Jaccottet. Dieser wiederum veröffentlichte eine überarbeitete Fassung seines 1968 erstmals erschienenen Essays über den Dichter.

## Werke
- Adieu, Au Verseau, Lausanne, 1927, Neuauflage: Aux Portes de France, Porrentruy 1944
- Feuillets, Mermod, Lausanne 1929
- Essai pour un paradis, Mermod, Lausanne 1932
- Petit traité de la marche en plaine und Lettres, dialogues et morceaux, Mermod, Lausanne, 1932
- Pour un moissonneur, Mermod, Lausanne 1941
- Air de la solitude, Mermod, Lausanne 1945
- Haut-Jorat, Éditions des Terreaux, Lausanne 1949 – Neuauflage: Fata Morgana, Montpellier 2011
- Ecrits I, II, Mermod, Lausanne 1950
- Le Repos du cavalier, Lausanne, Bibliothèque des Arts, 1958
- Requiem, Payot, Lausanne, 1967
- Campagne perdue, Bibliothèque des Arts, Lausanne 1972

### In deutscher Übersetzung
- Das verstreute Paradies, Poetische Prosa, herausgegeben von Philippe Jaccottet und übersetzt von Magda Bossart und Martin von der Crone, Benziger, Zürich 1990
- Lied der Einsamkeit und andere Prosadichtungen, aus dem Französischen von Gabriela Zehnder, mit einem Vorwort von Philippe Jaccottet, Limmat Verlag, Zürich 2017

### Posthum erschienene Werke
- Trois poèmes anciens, Fata Morgana, Montpellier 1976
- Écrits I, II, III, Bibliothèque des Arts, Lausanne 1978
- Journal, Hg. Philippe Jaccottet, Bertil Galland, Vevey 1982
- Essai pour un paradis; Petit traité de la marche en plaine, L’Âge d’Homme/Poche Suisse, Lausanne 1984
- Air de la solitude, Fata Morgana, Montpellier 1988
- Les Fleurs et les saisons, La Dogana, Genf 1991
- Air de la solitude; Campagne perdue, Vorwort Jacques Chessex, L’Âge d’Homme/Poche Suisse, Lausanne 1995
- Adieu; Requiem, Nachwort von Claire Jaquier, Minizoé, Genf 1997
- Hommage, Toute-puissance de la poésie (Scène), La Triplette Infernale, Paris 1997
- Halte en juin, Gravuren von Gérard de Palézieux, Vorwort von Claire Jaquier, Montpellier, Fata Morgana, 2001
- Image sans emploi, Gravuren von G. de Palézieux, Montpellier, Fata Morgana, 2002
- Air de la solitude et autres écrits, Vorwort von Philippe Jaccottet, Poésie/Gallimard, Paris 2002
- Journal, Carnets, cahiers et feuillets, 1916–1971, herausgegeben von Anne-Lise Delacrétaz und Claire Jaquier, Éditions Empreintes, Moudon 2004

### Fotografie
- L’imagier, Auswahl und Präsentation der Photos von Pierre Smolik, Cahiers Gustave Roud, no 4, Lausanne und Carrouge 1986
- Terre d’ombres. Gustave Roud, itinéraire photographique, 1915–1965. Nicolas Crispini. Texte von Daniel Girardin, Nicolas Crispini, Sylvain Malfroy, Slatkine, Genf 2002

### Briefwechsel
- Albert Béguin – Gustave Roud, Lettres sur le romantisme allemand. Hrsg. Françoise Fornerod und Pierre Grotzer, Études de Lettres, Lausanne 1974
- Henri Pourrat – Gustave Roud, Sur la route des hauts jardins, d’Ambert à Carrouge. Hrsg. Gilbert Guisan und Doris Jakubec, Études de Lettres, Lausanne 1979
- Maurice Chappaz – Gustave Roud, Correspondance, 1939–1976. Hrsg. Claire Jaquier und Claire de Ribaupierre, Zoé, Genf 1993, ISBN 2-88182-181-2.
- Gustave Roud – Edmond-Henri Crisinel, Correspondance 1928–1947. Hrsg. Anne-Lise Delacrétaz, Association des Amis de Gustave Roud, Lausanne und Carrouge 1997. (Cahiers Gustave Roud, Band 7)
- Gustave Roud – Pierre-Louis Matthey, Correspondance 1932–1969. Hrsg. Anne-Lise Delacrétaz, Association des Amis de Gustave Roud, Lausanne und Carrouge 1997. (Cahiers Gustave Roud, Band 8)
- Gustave Roud – Catherine Colomb, Correspondance 1945–1964. Hrsg. Anne-Lise Delacrétaz, Association des Amis de Gustave Roud, Lausanne und Carrouge 1997. (Cahiers Gustave Roud, Band 9)
- Gustave Roud: Lettres à Yves Velan, [VWA], La Chaux-de-Fonds 1998
- René Auberjonois, Avant les autruches, après les iguanes… Lettres à Gustave Roud, 1922–1954. Hrsg. Doris Jakubec und Claire de Ribaupierre Furlan, Payot, Lausanne 1999, ISBN 2-601-03215-4.
- Philippe Jaccottet – Gustave Roud, Correspondance 1942–1976. Hg. José-Flore Tappy, Gallimard, Paris 2002, ISBN 2-07-076257-2.
- Jacques Mercanton – Gustave Roud – Jacques Mercanton, Correspondance 1948–1972. Hrsg. Daniel Maggetti und Stéphane Pétermann, Association des Amis de Gustave Roud, Lausanne und Carrouge 2006. (Cahiers Gustave Roud, Band 11)
- Jean Paulhan, C. F. Ramuz, Gustave Roud: Le patron, le pauvre homme, le solitaire: lettres, articles et documents. Hrsg. Daniel Maggetti und Stéphane Pétermann, Slatkine, Genf 2007, ISBN 978-2-05-102040-4.
- Gustave Roud – Georges Borgeaud, Correspondance 1936–1974. Hrsg. Anne-Lise Delacrétaz, Association des Amis de Gustave Roud, Lausanne und Carrouge 2008. (Cahiers Gustave Roud, Band 12)
- Georges Nicole – Gustave Roud, Correspondance 1920–1959. Hrsg. Stéphane Pétermann, Infolio éditions, Gollion 2009, ISBN 978-2-88474-883-4.
- Gustave Roud – Marcel Raymond, Correspondance 1942–1976. Hrsg. Nicolas Fleury und Timothée Léchot, Association des Amis de Gustave Roud, Lausanne und Carrouge 2009. (Cahiers Gustave Roud, Band 13)
- Jacques Chessex – Gustave Roud, Correspondance 1953–1976. Hrsg. Stéphane Pétermann, Infolio éditions, Gollion 2011, ISBN 978-2-88474-887-2.

### Übersetzungen
- Poëmes  de Hölderlin. Mermod, Lausanne 1942. Neuauflage: Bibliothèque des Arts, Lausanne 2002.
- Rilke, Lettres à un jeune poète und Orphée. Mermod, Lausanne 1947.
- Deux essais sur la poésie, Mermod, Lausanne 1947.
- Novalis, Les Disciples à Saïs, Hymnes à la nuit. Tagebuch. Mermod, Lausanne 1948. Neuauflage: Bibliothèque des Arts und Fata Morgana, Lausanne und Montpellier 2002.
- Novalis, Hymnes à la nuit. Castella, Albeuve 1966.
- Georg Trakl, vingt-quatre poèmes. La Délirante, Paris 1978.